# دوراهي غتش بلند (بهمئي غرمسيري الجنوبي)
دوراهي غتش بلند (بالفارسية: دوراهی گچ‌بلند) هي قرية تقع في إيران في قسم بهمئي غرمسیري الجنوبي الريفي. يقدر عدد سكانها بـ 72 نسمة .